# Janirella bifida
Janirella bifida är en kräftdjursart som beskrevs av Menzies1962. Janirella bifida ingår i släktet Janirella och familjen Janirellidae. Inga underarter finns listade i Catalogue of Life.